# Guarda Real (Suécia)

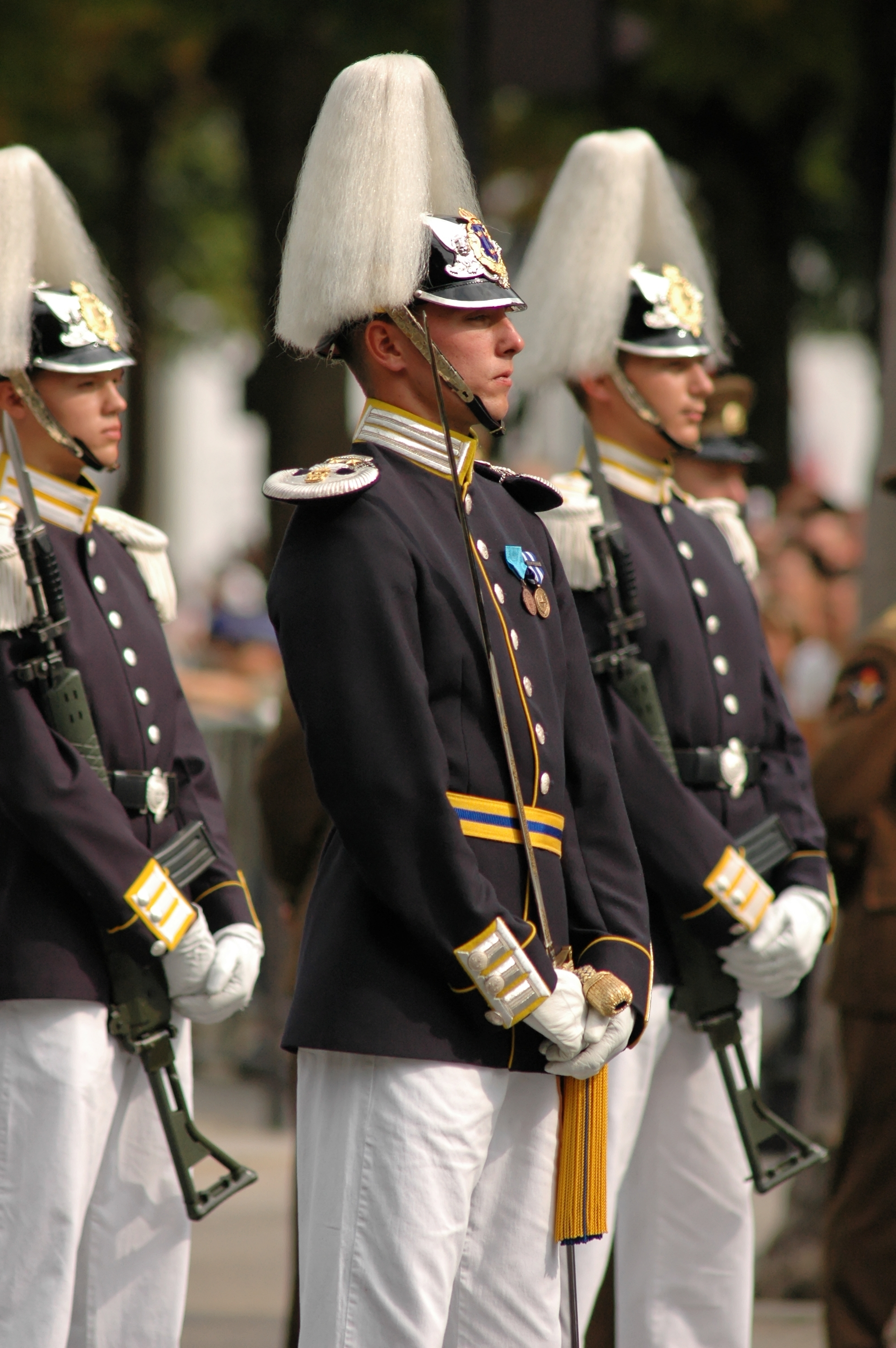
Homens da guarda real sueca.

A  Guarda Real (em sueco Livgardet), também designado pela sigla LG, é uma unidade combinada de infantaria e cavalaria do Exército da Suécia, estacionada na pequena cidade de Kungsängen, situada a 30 km a noroeste da cidade de Estocolmo.

Este regimento está vocacionado para variadas tarefas:

- Funções  cerimoniais e de proteção da família real sueca e das suas residências no Palácio Real de Estocolmo e no Palácio de Drottningholm.
- Formação e treino da polícia militar.
- Capacidade e pessoal especializado na deteção e luta anti-terrorista.
- Capacidade e pessoal especializado na luta nos meios florestais e urbanos.
- Treino de cães militares.
- Preservação e desenvolvimento da música militar sueca.

As forças do regimento da Guarda Real participam em missões militares e de paz na cena internacional.

## Organização
O regimento da Guarda Real é constituído por diversas unidades:

- Batalhão Real (Livbataljonen), ao qual pertence a Guarda de Honra Real de Estocolmo
  - Companhia Real de Infantaria (Livkompani)
  - Esquadrão Real de Cavalaria (Livskvadron)
- 7º Batalhão (Sjunde bataljonen)
- 13º Batalhão de Segurança (13:e säkerhetsbataljonen)
- 14ª Companhia de Polícia Militar (14:e militärpoliskompaniet)
- 15ª Companhia de Polícia Militar (15:e militärpoliskompaniet)

O pessoal do regimento é constituído por 444 oficiais profissionais, 720 sargentos e praças permanentes, 424 sargentos e praças temporários , 314 funcionários civis e 420 oficiais da reserva.